# Tele13 Radio
Tele13 Radio es una estación radial chilena, parte del grupo RDF Media. Comenzó sus transmisiones en el 103.3 MHz del dial FM en Santiago de Chile el 21 de abril de 2015, reemplazando a la emisora Top FM. Tiene un enfoque informativo, tomando su nombre del noticiario de Canal 13, Tele13. También transmite para todo el país a través del canal 667 (con D-Box) de la cableoperadora VTR y vía Internet en el resto del país y en todo el mundo.

## Historia
El 12 de diciembre de 2014, a través de una columna en el diario Pulso, se dio a conocer que el directorio de Canal 13 aprobó la idea del director ejecutivo Cristián Bofill de crear una radio informativa que compita con otras emisoras locales como Radio Cooperativa, Radio Bío-Bío y ADN Radio Chile.
A inicios de abril de 2015 se anunciaron los locutores ancla de la emisora, incluyendo a los rostros de Canal 13 Iván Valenzuela, Constanza Santa María, Ramón Ulloa y Carolina Urrejola del Departamento de Prensa, y los comentaristas Aldo Schiappacasse y Claudio Palma del Área Deportiva del canal, a quienes se sumó María Elena Dressel.
La primera emisión de pruebas de Tele13 Radio ocurrió el 15 de abril, con una entrevista al expresidente Sebastián Piñera realizada por Iván Valenzuela y Ascanio Cavallo. La radio inició sus transmisiones el 21 de abril a las 00:00 horas, con «Feeling Good» de Nina Simone y la bienvenida de Iván Valenzuela.
El 10 de septiembre de 2021, Tele13 Radio abandona la frecuencia 106.1 MHz de Iquique, siendo vendida y reemplazada por Marca FM y posteriormente por Radio Hospiciana FM, actualmente Radio San Lorenzo, ambas sin relación con RDF Media.
El 21 de enero de 2022, Tele13 Radio abandona la frecuencia 92.9 MHz de Puerto Montt, siendo vendida y reemplazada por Radio Supersol, no tiene relación con RDF Media.
El 23 de julio del 2023, Tele13 Radio abandona la frecuencia 105.7 MHz de Arica, siendo vendida y reemplazada por Radio Charanga Latina, no tiene relación con RDF Media
Comercialmente, la radio está dirigida a un público ABC1.[cita requerida]

## Frecuencias anteriores
- 105.7 MHz (Arica); hoy Radio Charanga Latina, sin relación con RDF Media.
- 106.1 MHz (Iquique); hoy Radio San Lorenzo, sin relación con RDF Media.
- 92.9 MHz (Puerto Montt); hoy Radio Supersol, sin relación con RDF Media.